# أندريا بالاديو
أندريا بالاديو (30 نوفمبر 1508 - 19 أغسطس 1580، هو مُصمّم ومهندس معماري فينيسي، أُعتبرَ الشخص الأكثر تأثيراً على نحو واسع في تاريخ الهندسة المعمارية الغربية. صمم مبانٍ على النسق الكلاسيكي، متّبعاً مبادئ الهندسة المعمارية التي ارسى قواعدها الرومان.
ولكنه كان يكره الزخرفة غير الضرورية، وتتميز مبانيه باستغنانه عن ذلك. وقد أدخل إلى الهندسة المعمارية أيضاً الشرفات المعمّدة كميزة بارزة في التصميم، ذات الفسحات بين العمودين بفُتحه مستديرة الرأس على جناحيها فُتحتان مربعتا الرأس. وقد اعتمد انجيو جونس في انكلترا طراز بالاديو الهندسي في فن العمارة وطّوره.

## السيرة الذاتية
أسمه الكامل أندريا دي بيترو ديللا جيندولا ولد في باودا التي أصبحت جزءاً من جمهورية فينيسيا. عمل كقاطع أحجار في بادوفا عندما كان عمره 13 عاماً ولكنه فسخ عقده بعد 18 شهرِاً وهرب إلى البلدة القريبة لفيسينزا. هنا أصبح مساعداً في الورشة القيادية لقاطعي الأحجار والماسونيين. تردد على ورشة بارتولوميو كافازا حيث تعلم البعض من مهاراته.
أشتهرت مواهبه أولاً في أوائل ثلاثيناته وتعرف عليها الكونت جيان جورجيو تريسينو، الذي إستخدمه كبنّاء شاب على مشروع لبناية. تريسينو هو أيضاً الذي أعطاه الاسم يعرف به الآن، بالاديو، تلميح إلى الإلاهة اليونانية للحكمة بالاس أثين.أعماله المعمارية «قُيّمتْ لقرونِ كجوهر الهدوءِ وانسجامِ عصرِ النهضة العاليِ». صمّم بالاديو العديد من الكنائس، الفيللات، والقصور، خصوصاً في فينيسيا والمنطقة المحيطة بها. عدد من أعماله محمية كجزء من مدينة موقع التراث العالمية لفيسينزا وفيللات بالاديو من فينتو. البنايات الأخرى المصممة من قبل بالاديو توجد ضمن فينيسيا وموقع تراث بحيرتها العالميِ.

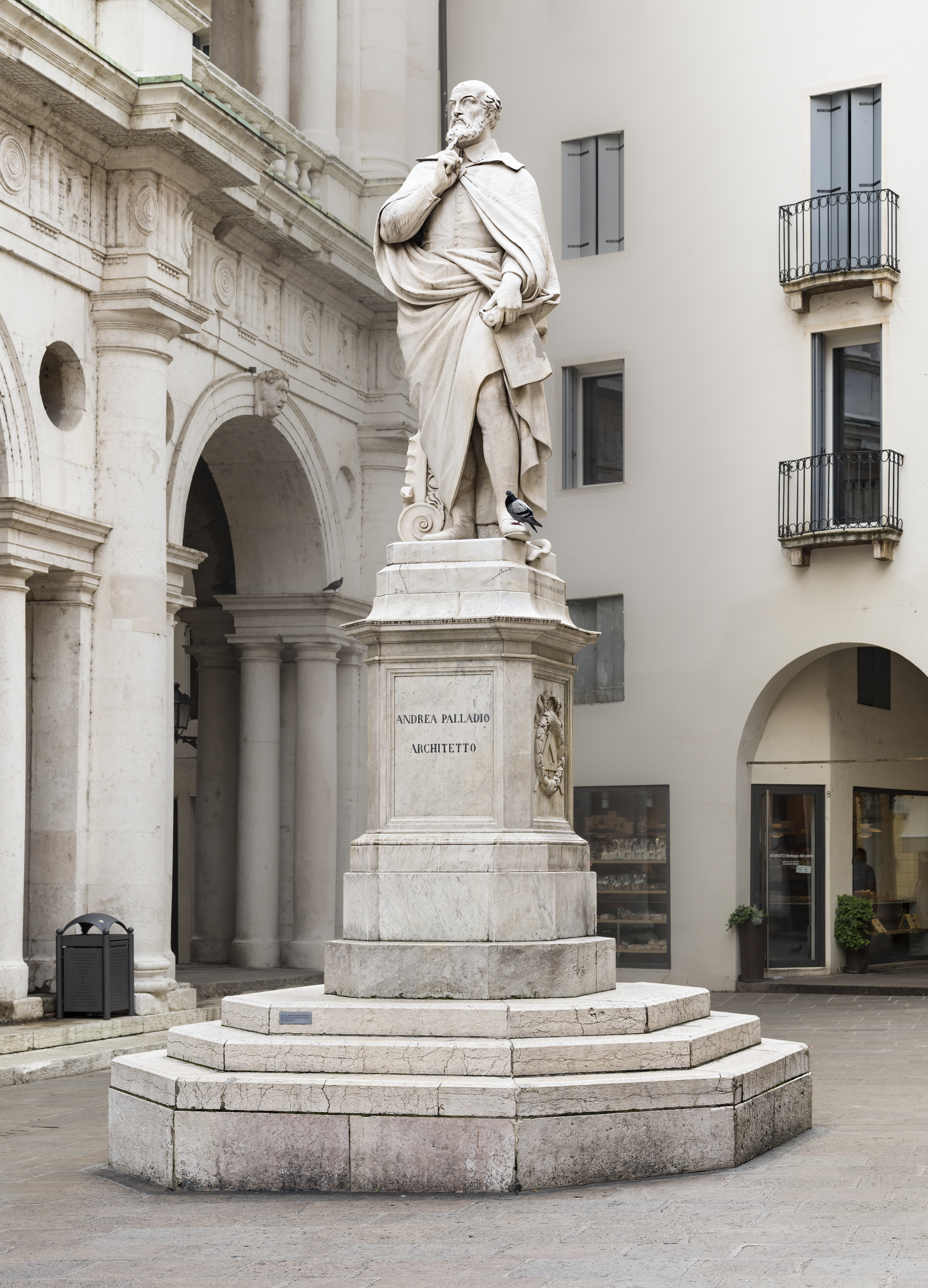
Andrea Palladio
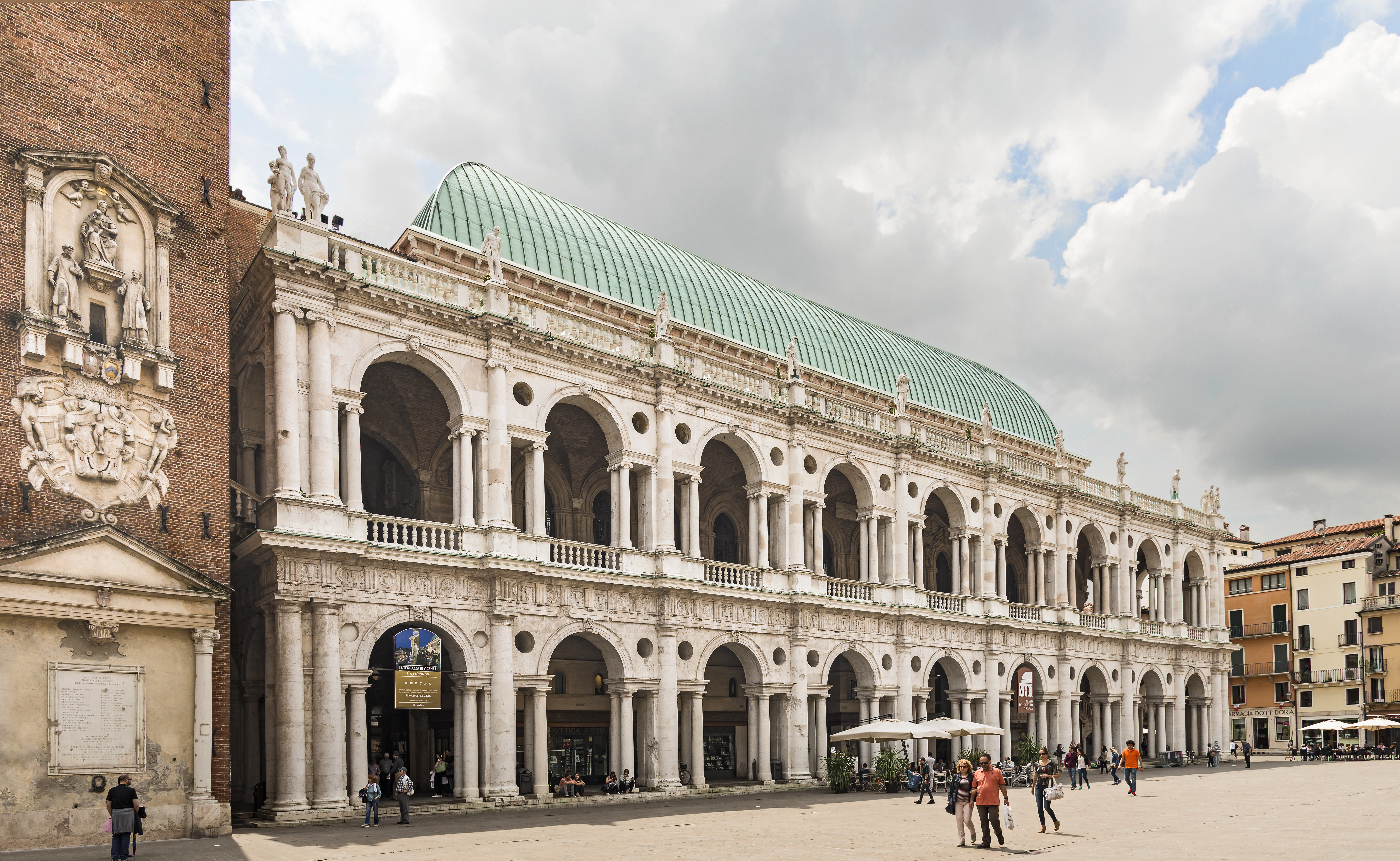
Basilica Palladiana
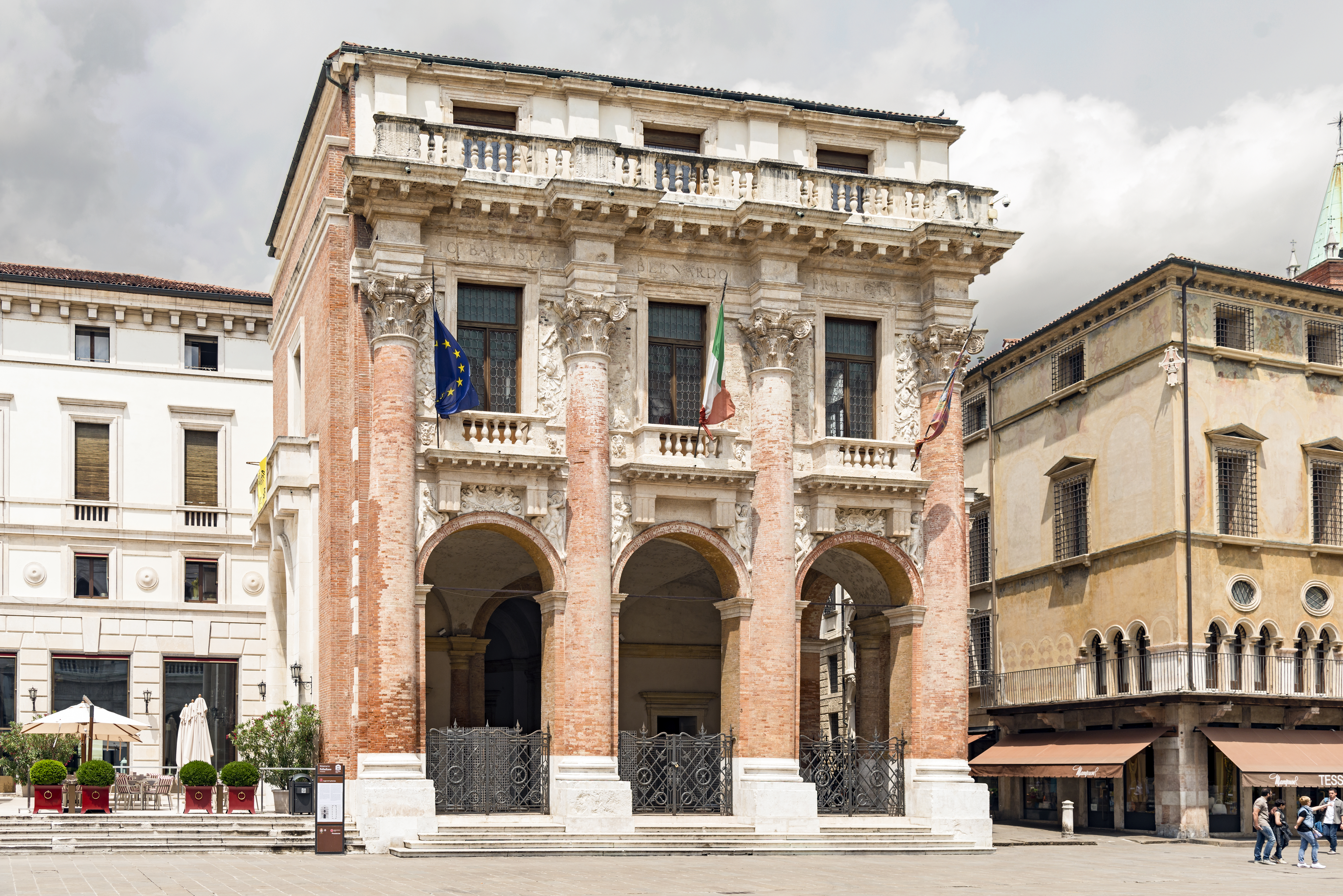
Palazzo del Capitanio
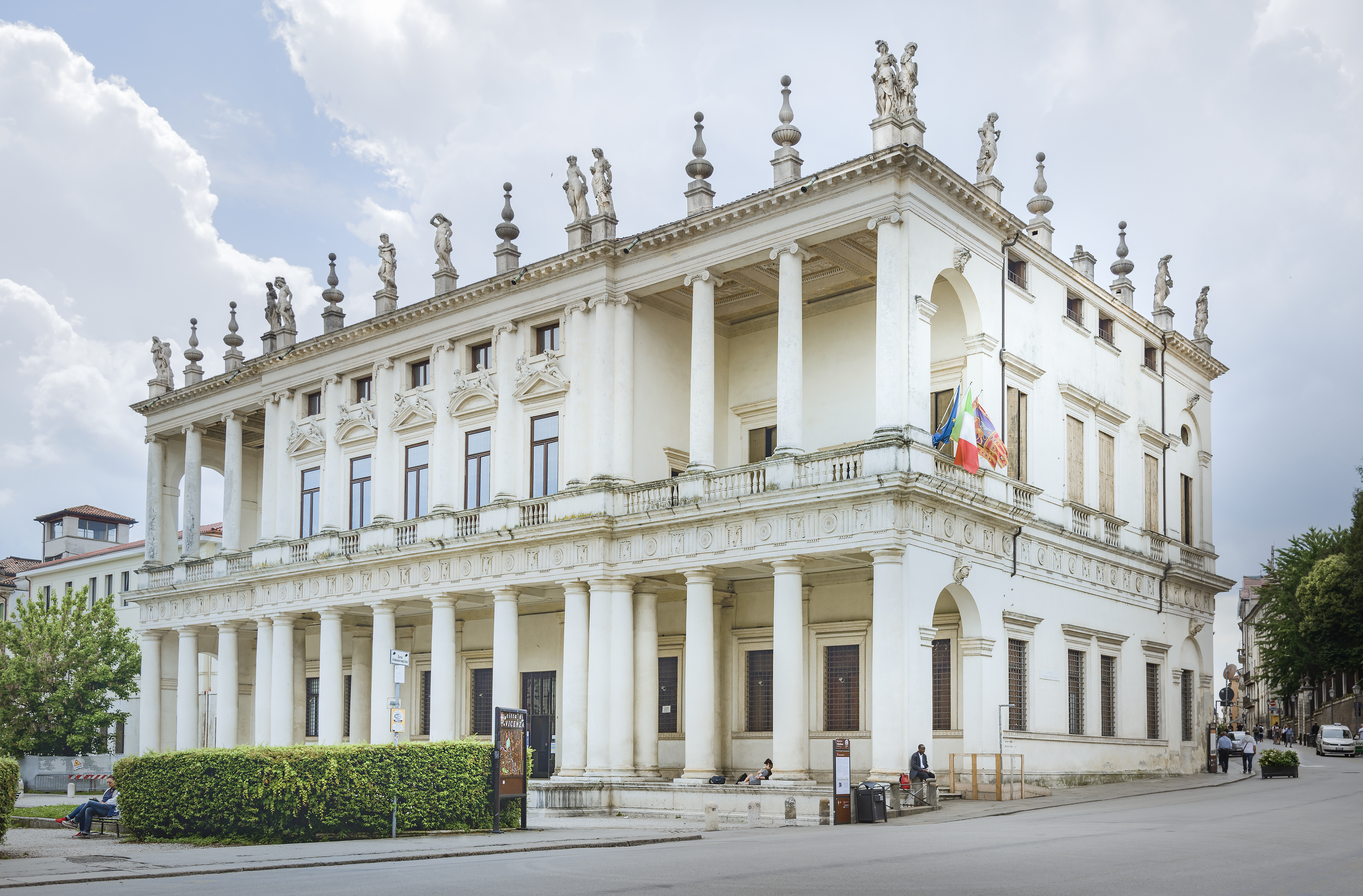
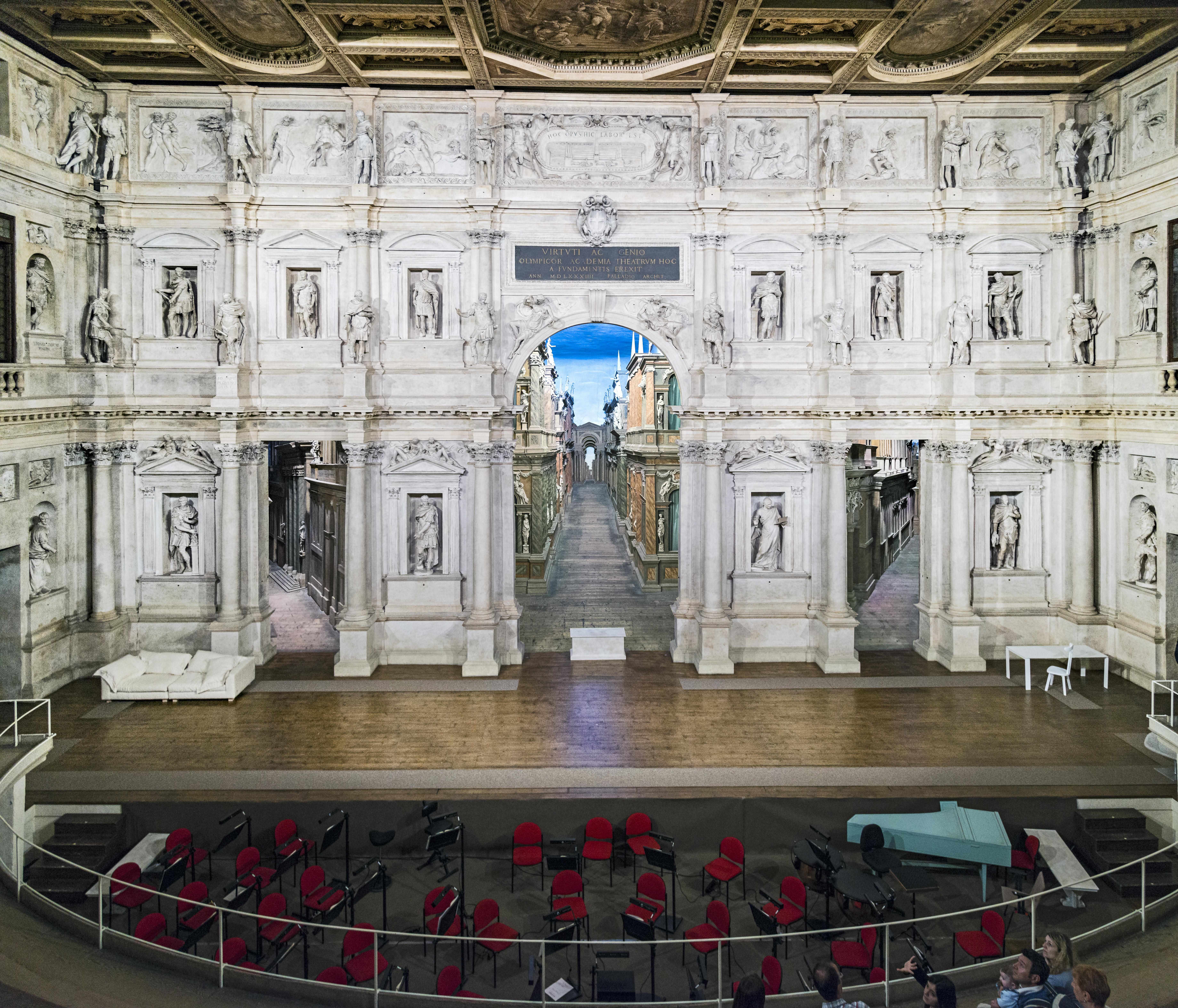
Teatro Olimpico
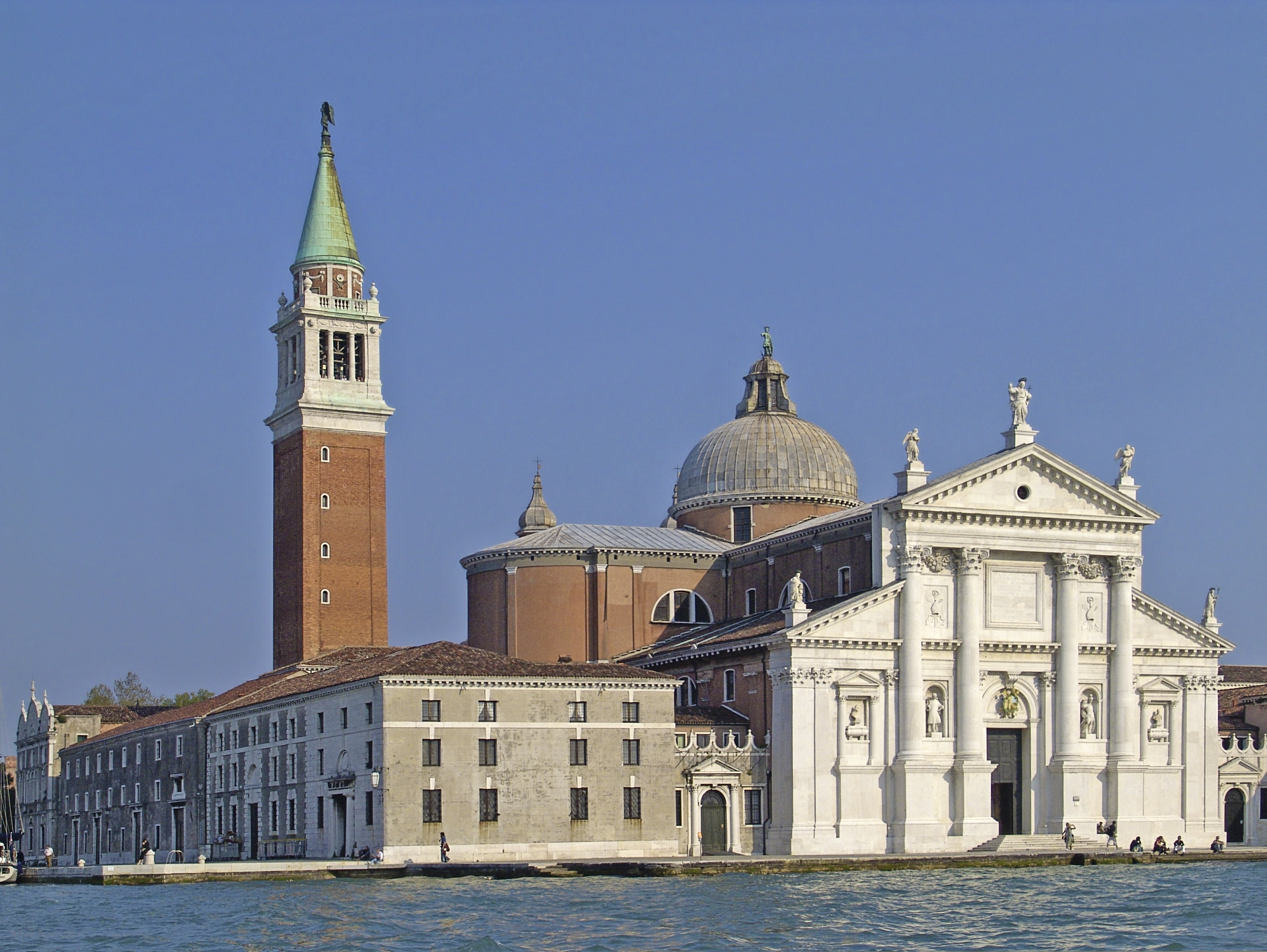
San Giorgio Maggiore

## وصلات خارجية
- أندريا بالاديو على موقع الموسوعة البريطانية (الإنجليزية)
- أندريا بالاديو على موقع إن إن دي بي (الإنجليزية)
- مركز بالاديو